# Melfi
Melfi este o comună din provincia Potenza, regiunea Basilicata, Italia, cu o populație de 17.745 de locuitori și o suprafață de 206,25 km². Comuna este renumită pentru vinul roșu Aglianico del Vulture. 

## Demografie
Melfi - evoluția demografică

|  | Graficele sunt indisponibile din cauza unor probleme tehnice. Mai multe informații se găsesc la Phabricator și la wiki-ul MediaWiki. |

Date: Recensăminte sau birourile de statistică - grafică realizată de Wikipedia

## Personalități marcante
- Pasquale Festa Campanile, regizor